# エルマール

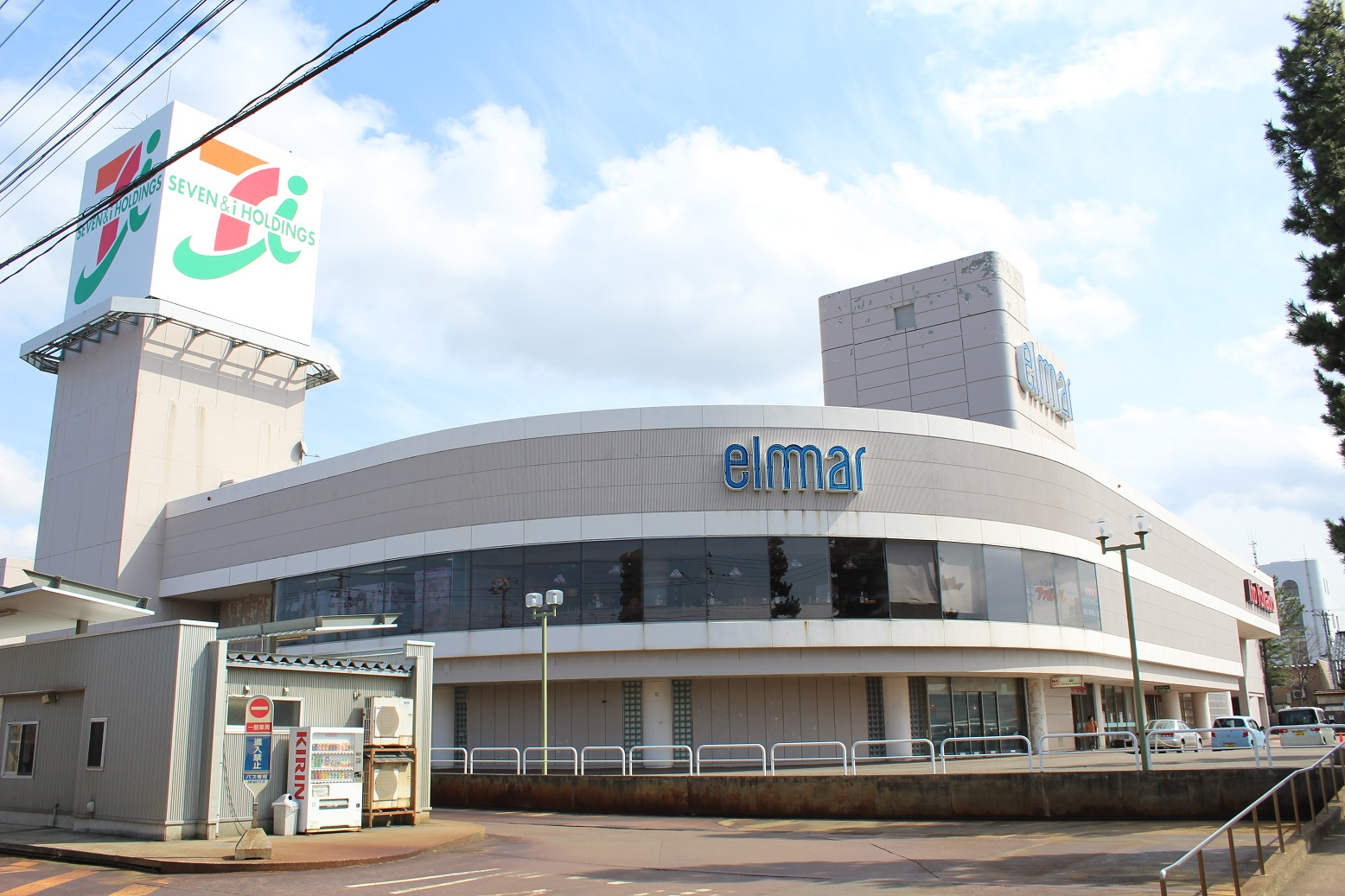
イトーヨーカドー直江津店閉店前のエルマール

エルマールは、新潟県上越市に本社を置く株式会社マルケーエスシー開発（頸城自動車の完全子会社）が運営する「直江津ショッピングセンター」の愛称、及び同ショッピングセンターの専門店街。
店名の「エルマール」の由来は、公募で900点近くの中から選定されたもので、スペイン語で「海」という意味である。ショッピングセンター全体を海とし、テナントは明るく青い海に浮かぶ安らぎの島という設定で、港町の直江津にちなんだものとして命名された。

## 概要
直江津駅前から西へ伸びる雁木通りの商店街と上越大通りが交差する地点に立地するショッピングセンターである。
関川河川改修事業により立ち退きを余儀なくされていた直江津中央商店街が地元主導型のショッピングセンターを計画したことに始まり、1986年（昭和61年）6月に着工、1987年（昭和62年）6月11日、頸城自動車の所有地に株式会社なおえつ商業開発の運営のもとで直江津ショッピングセンターが開業。イトーヨーカドー直江津店が核テナントとして中央部を占め、直江津中央商店街から移転した専門店を中心とする65店で構成された「エルマール」が出入口近くに配置される形態であった。開業時点での店舗面積は、イトーヨーカドー6,000 ㎡、専門店3,784 ㎡、共有部2,893 ㎡。
長らく核テナントとなっていたイトーヨーカドーであるが、2019年（令和元年）5月12日に撤退。以後は暫定的に専門店街のみの営業となっていたが、同年10月に食品スーパー「ピアレマート」がオープンした。
2020年7月20日に、同ショッピングセンターの2階部分のほとんどを占有する形で、良品計画が展開する生活雑貨「無印良品」の「無印良品 直江津」がオープンした。無印良品の売場面積としては世界最大級であり、出店にあたっては上越市や頸城自動車と地域活性化に関する包括連携協定が結ばれた。また、「無印良品 直江津」の内にスターバックスコーヒー（市内3店目）やカルディコーヒーファーム、久世福商店（いずれも市内初出店）が入居したほか、あるるん畑と連携して地元農産物を販売する「なおえつ良品市場」、定食などを提供する「なおえつ良品食堂」、無料の休憩・自習スペースとして利用できるコミュニティスペースなどが設けられた。20日のオープン当日には盛況のため臨時駐車場が開設された。
同年8月からは、頸城自動車と良品計画の共同事業として、移動販売バス「MUJI to GO」が運行を開始した。直江津の朝市「三・八の市」開催日に運行され、同朝市に出店したのち、平成の大合併により編入された旧町村部13区を巡る。
なお、朝市への出店をはじめとした地域活性化の取り組みが評価を受け、無印良品 直江津は2020年度「地域・コミュニティづくり」カテゴリーにおけるグッドデザイン賞を受賞している。また、短期売上実績は全国2位となった。
2021年7月には無印良品の施設内に、クオールホールディングスと協業した新エリア「まちの保健室」が全国で初めてオープンした。
良品計画は出店以後、市内の公営住宅のリノベーションを手掛けるなど、小売事業以外でも地域との連携を強めている。

## 沿革
- 1987年（昭和62年）6月11日 - 「直江津ショッピングセンター」開業[7]。核テナントはイトーヨーカドー直江津店。
- 2019年（令和元年）
  - 5月12日 - イトーヨーカドー直江津店が閉店。
  - 10月 - ピアレマート直江津店が開店。
- 2020年　(令和2年) 7月20日 - 無印良品 直江津が開店。

## 店舗
現在の店舗については#外部リンクの公式ウェブサイトを参照。

## 交通
- 直江津駅から西へ徒歩約10分[3]

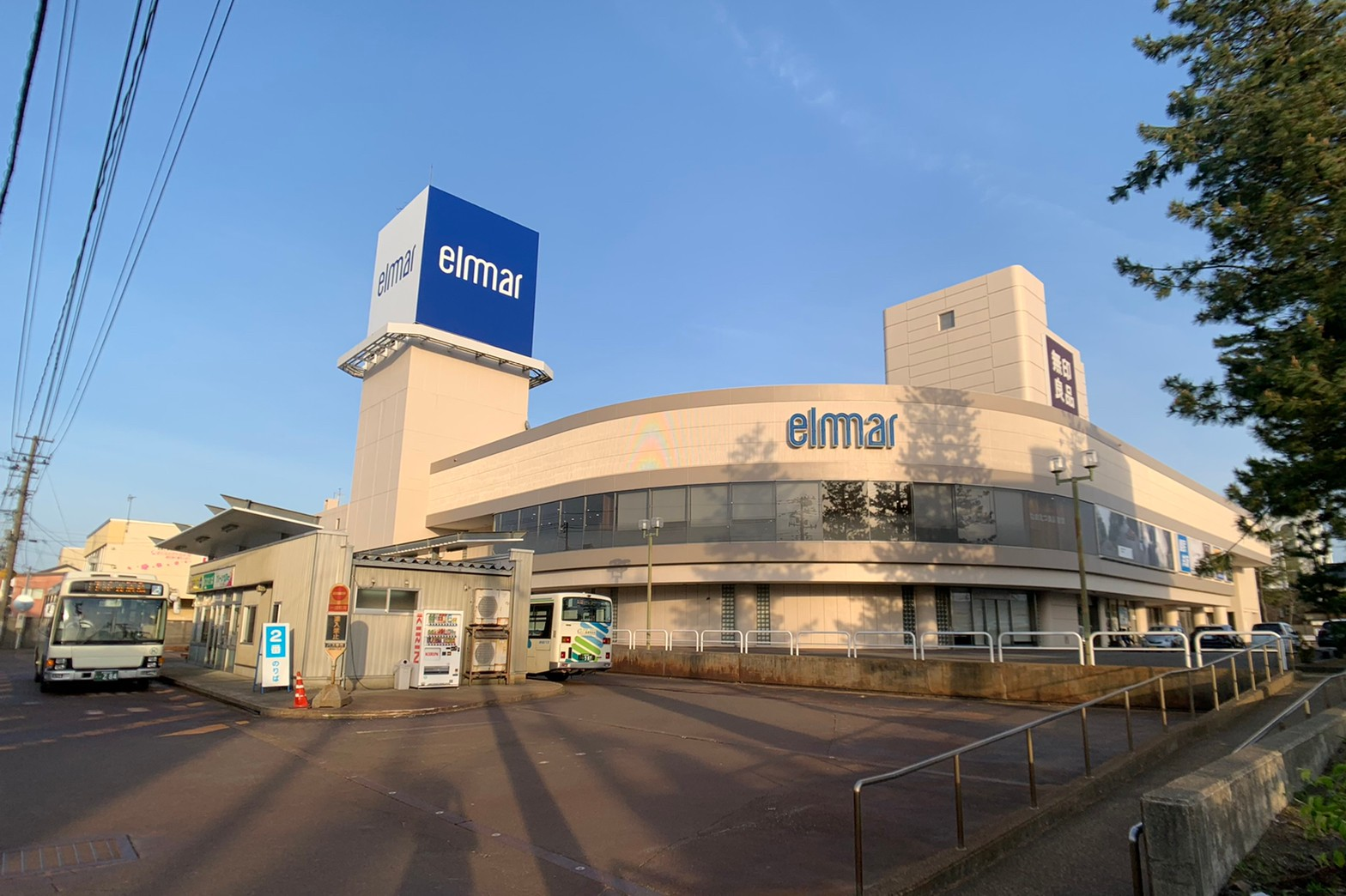
併設された「直江津ショッピングセンター前」バスターミナル（左下）（2021年5月）

- 頸城自動車グループの「直江津ショッピングセンター前」バスターミナルを併設しており、多くの路線バスや高速バスが発着する[20]。
- 立体駐車場あり（無料）[3]